# Bitch: In Praise of Difficult Women
Bitch: In Praise of Difficult Women é um livro de não-ficção de 1998 escrito por Elizabeth Wurtzel. A capa a mostrava de topless e com o dedo médio erguido.

## Enredo
Bitch conta uma história tanto celebratória quanto cautelosa enquanto Wurtzel cataloga algumas das mulheres mais infames da história, defendendo seus desejos exagerados, descrevendo sua solidão requintada, defendendo sua abordagem sem fazer prisioneiros para viver e amar.
Começando sua linha do tempo com Dalila, a primeira mulher a supostamente derrubar um grande homem (as "Dalilas" dos últimos tempos em sua lista incluiam Yoko Ono, Pam Smart, Bess Myerson), Wurtzel encontra muitas contrapartes bíblicas para homens e mulheres nas manchetes de hoje. 

## Recepção
O New York Times escreveu: "No final, Bitch acaba sendo outra tentativa mais animada de Wurtzel de descobrir que tipo de mulher ela gostaria de ser. Não é fácil. A vida pode não ter sido mais feliz, mas certamente era mais simples quando um ideal feminino pairava sobre as cabeças das mulheres." 
“Embora o livro esteja repleto de imensas contradições, digressões bizarras e rompantes ilógicos, também é um dos trabalhos mais divertidos, perceptivos e honestos sobre mulheres a aparecer em um bom tempo”, concluiu Karen Lehrman em sua resenha.